# Stenopogon inyae
Stenopogon inyae là một loài ruồi trong họ Asilidae. Stenopogon inyae được Wilcox miêu tả năm 1971. Loài này phân bố ở vùng Tân Bắc giới.